# サミュエル・シュミット
サミュエル・シュミット（ドイツ語: Samuel Schmid、1947年1月8日 - ）は、スイスの政治家。2001年から2008年まで、国防・市民保護・スポーツ担当の連邦参事会員を務めた。2005年には連邦大統領も兼任していた。スイス人民党（SVP/UDC）所属。
- 連邦参事会のメンバー7人と連邦事務総長（2004年）。左からモーリッツ・ロイエンベルガー、シュミット、パスカル・クシュパン、ジョゼフ・ダイス、ミシュリン・カルミー＝レイ、クリストフ・ブロッハー、アンネマリー・フーバー＝ホッツ連邦事務総長、ハンス＝ルドルフ・メルツ。
- 連邦参事会のメンバー7人と連邦事務総長（2007年）。左からドリス・ロイトハルト、クリストフ・ブロッハー、モーリッツ・ロイエンベルガー、ミシュリン・カルミー＝レイ、パスカル・クシュパン、シュミット、ハンス＝ルドルフ・メルツ、アンネマリー・フーバー＝ホッツ連邦事務総長
- 米国のポール・ウォルフォウィッツ国防副長官と（2002年2月11日）